# Kortrijk-Dutsel
Kortrijk-Dutsel is een dorp in de Belgische provincie Vlaams-Brabant en een deelgemeente van Holsbeek. De deelgemeente bestaat uit het dorp Kortrijk en het gehucht Dutsel. In Kortrijk-Dutsel staat het gemeentehuis van de gemeente Holsbeek. Kortrijk-Dutsel was een zelfstandige gemeente tot aan de gemeentelijke herindeling van 1977.

## Geschiedenis
Onder het ancien régime was Kortrijk een zelfstandige heerlijkheid. Dutsel hing af van de parochie en heerlijkheid van Kortrijk. Juridisch viel het onder de meierij van Lubbeek, in het kwartier van Leuven van het hertogdom Brabant. Zo staan op de Ferrariskaart uit de jaren 1770 het dorp Cortryck en het gehucht Dutsel afgebeeld. Na de Franse invasie werden Kortrijk (toen als Cortryck gespeld) en Dutsel (met de spelling Dutzeel) twee aparte gemeenten in het kanton Aarschot van het Dijledepartement. Al in 1820, in de Hollandse periode, werden de twee dorpen opnieuw samengevoegd tot de gemeente Kortrijk-Dutsel.

## Demografische ontwikkeling
- Bronnen:NIS, Opm:1831 tot en met 1970=volkstellingen; 1976 = inwoneraantal op 31 december

## Bezienswaardigheden
- De Sint-Catharinakerk dateert uit de 11de eeuw. Volgens sommige specialisten is het de oudste kerktoren in de provincie Vlaams-Brabant.

## Cultuur

### Muziek
Het Koninklijk Harmonieorkest De Ware Vrienden is een van de oudste muziekverenigingen uit de streek. Ze is gesticht in 1829.

### Streekproducten
Kortrijk-Dutsel is ook de naam van het gelijknamige aperitiefbier dat hier traditioneel wordt gebrouwen.